# Šachová koncovka
Slovem koncovka, dříve též končící hra, se v šachu označuje ta fáze šachové partie, v níž již na šachovnici zbývá jen málo figur. Koncovky se dělí na různé typy, podle toho, jaký druh materiálu zbyl na šachovnici. Nejdůležitější typy koncovek jsou
- elementární koncovky (např. král proti králi a dámě),
- dámské koncovky (každá strana má dámu, na šachovnici jsou dále i pěšci),
- věžové koncovky (každá strana má věž nebo věže, na šachovnici jsou dále i pěšci),
- pěšcové koncovky (vedle králů jsou na šachovnici jen pěšci),
- koncovky lehkých figur (vedle králů jsou na šachovnici jen pěšci a lehké figury, tedy jezdci a střelci).[1]

Alburt a Krogius udávají tyto tři základní znaky koncovky:
1) králové se zapojují do boje
2) na významu získávají volní pěšci
3) na rozdíl od předchozích fází hry v koncovce hraje velkou roli nevýhoda tahu, (tzv. Zugzwang).

## Známé studie šachových koncovek
- Saavedrova pozice

## Doporučená literatura
- PACHMAN, Luděk: Šachové koncovky v praxi. Frýdek-Místek 1990
- BALAŠOV, Jurij a PRANDSTETTER, Eduard: Šachové koncovky. Praha 1991
- LUNIACZEK, Petr: Metodický dopis. Základy pěšcových koncovek. Praha 1985
- MOJŽÍŠ, Jaroslav: Metodický dopis. Věžové koncovky. Praha 1983
- AVERBACH, Juri: Bauernendspiele.Berlín 1988 (de)
- AVERBACH, Juri: Laufer- und Springerendspiele. Berlín 1988 (de)
- AVERBACH, Juri: Turmendspiele 1. Berlín 1988 (de)
- AVERBACH, Juri: Turmendspiele 2. Berlín 1986 (de)
- DVORETSKY, Mark. Dvoretsky's Endgame Manual. second. vyd. [s.l.]: Russell Enterprises, 2006. Dostupné online. ISBN 1-888690-28-3.
- FINE, Reuben; BENKO, Pal. Basic Chess Endings. [s.l.]: [s.n.], 1941. ISBN 0-8129-3493-8.

- GRIFFITHS, Peter. Exploring the Endgame. [s.l.]: American Chess Promotions, 1992. Dostupné online. ISBN 0-939298-83-X.